# André-Pierre Gignac
André-Pierre Christian Gignac (Lo Martegue, 5 de desembre de 1985) és un futbolista francès que juga amb els Tigres de la UANL de la lliga mexicana i la selecció francesa.

## Referències

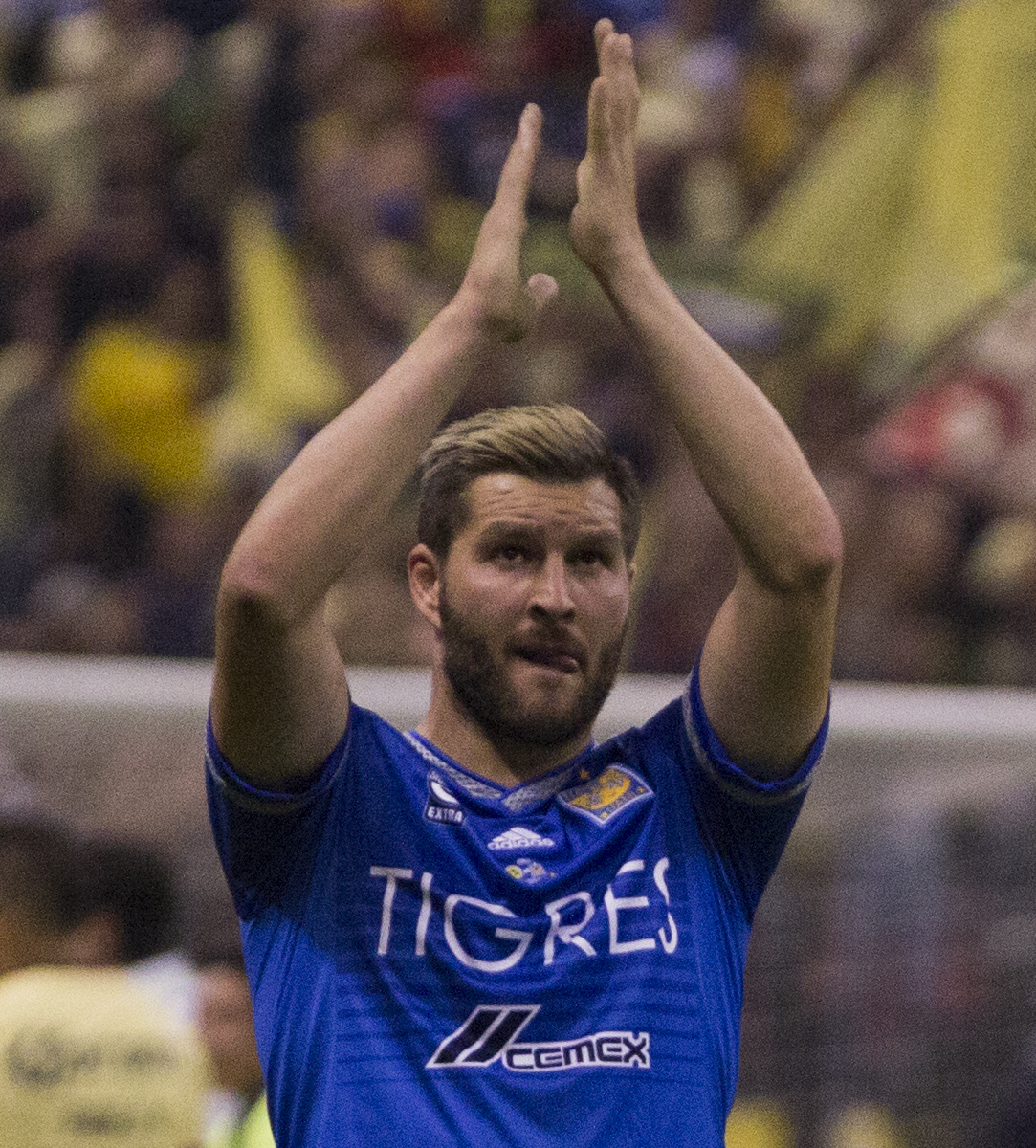
Gignac a Tigres el 2016.